# Zdenka z Podiebradów
Zdeňka (Sidonia) (ur. 14 listopada 1449 w Poděbradach, zm. 1 lutego 1510 w Tharandt) – księżna Saksonii, córka króla Jerzego z Podiebradów i Kunegundy ze Šternberka.

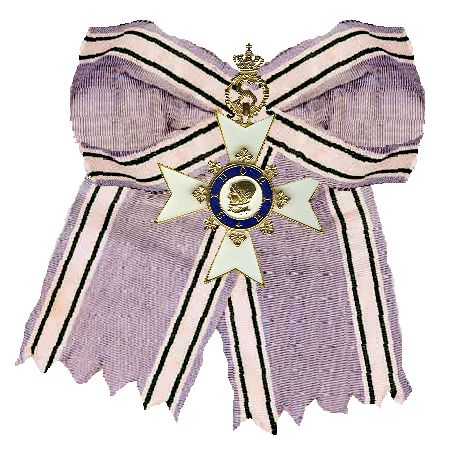
Saski Order Sidonii.

Rodzicami Zdeňki byli: Jerzy z Podiebradów, namiestnik i wielkorządca królestwa czeskiego, król Czech w latach 1458–1471 i jego pierwsza żona Kunegunda ze Šternberka (zm. 1449), córka Smila Holickiego ze Šternberka. Zdeňka była siostrą bliźniaczą Katarzyny; matka bliźniaczek zmarła w kilka dni po ich urodzeniu. W 1459 r. w dziesiąte urodziny księżniczki został zawarty w Chebie kontrakt małżeński Zdeňki z Albrechtem III Odważnym, księciem Saksonii, synem księcia Saksonii i elektora Rzeszy Niemieckiej Fryderyka II. Do potwierdzenia formalnie zawartego w 1459 r. małżeństwa doszło pięć lat po zaślubinach 11 maja 1464 r. w zamku Tharandt, kilka miesięcy przed śmiercią Fryderyka II.
Zdeňka urodziła dziewięcioro dzieci, dorosłości dożyło tylko czworo, jedno dziecko urodziło się martwe a ostatnia czwórka zmarła wkrótce po urodzeniu. Sidonia nie uznawała przemocy, jako katoliczka znana była z wielkiej pobożności i cnotliwości. Gdy mąż wyprawiał się na wojnę przeciwko Groningen i Fryzji w Holandii, odmówiła mężowi wyjazdu na wojnę, na której miała mu towarzyszyć. W proteście opuściła z dziećmi rodzinny dom i wyjechała do Albrechtsburga. Po cudownym ozdrowieniu w 1495 r. (pozbycie się kamieni żółciowych i nerkowych) propagowała kult Świętej Włóczni. Z jej obszernej korespondencji zachowało się wiele listów w których Sidonia apeluje o uwolnieniu więźniów.
Po śmierci Albrechta (12 września 1500 r.) Sidonia wycofała się z życia politycznego Saksonii a resztę życia spędziła w zamku w Tharandt. Zmarła 1 lutego 1510 r. w Tharandt. Pochowana została w katedrze św. Donata w Miśni.
Na cześć Sidonii jedna z aptek w Tharandt i jedna z ulic nosi jej imię. W 1871 r. przez króla Jana z Saksonii ustanowiony został Order Sidonii, przeznaczony głównie dla kobiet za wysiłek niesiony w ofiarnej drodze do rannych żołnierzy.

## Potomstwo
- Katarzyna (ur. 24 lipca 1468, zm. 10 lutego 1524) –- druga żona Zygmunta Habsburga, arcyksięcia Austrii,
- Jerzy (ur. 27 sierpnia 1471, zm. 17 kwietnia 1539) – margrabia Miśni (następca swego ojca Albrechta),
- Henryk (ur. 16 marca 1473, zm. 18 sierpnia 1541) – margrabia Miśni (następca swego brata Jerzego),
- Fryderyk (ur. 25 października 1474, zm. 14 grudnia 1510) – wielki mistrz zakonu krzyżackiego (1498-1510) w Prusach Książęcych,
- Anna (ur. 3 sierpnia 1478, zm. 1479),
- martwe dziecko (ur. 1479, zm. 1479),
- Ludwik (ur. 28 września 1481, zm. 1498),
- Jan (ur. 24 czerwca 1484, zm. 1484)
- Jan (ur. 2 grudnia 1498, zm. 1498).